# Tenerife GG
Tenerife GG es un evento multitudinario de proyección internacional celebrado en Santa Cruz de Tenerife, en el Recinto Ferial organizado por la Liga Canaria de Esports HiperDino (algunos miembros de esta entidad participaron en la fundación de TLP Tenerife) y con el apoyo del Grupo DinoSol y el Cabildo de Tenerife, comprometido con las nuevas tendencias y el desarrollo de la sociedad canaria.
La presentación de Tenerife GG se realizó el 4 de noviembre de 2021, en el evento La Laguna Gaming Point; el evento fue anunciado oficialmente por Enrique Arriaga, Vicepresidente Primero y Consejero Insular del Área de Carreteras, Movilidad, Innovación y Cultura del Cabildo de Tenerife, Carlos García Nieto, Director de Marketing y Comunicación de HiperDino Supermercados y Antonio Cabrera, CEO de la Liga Canaria de Esports HiperDino, también fundador y ex-director de TLP Tenerife.

## Tenerife GG 2022 - Primera Edición

### El evento en cifras
- Se emplearon más de 30 kilómetros de cable para dar conectividad a todo el evento con una capacidad de 20GB[7]
- El evento contó con la asistencia confirmada (cifra oficial) de más de 15.500 personas del 13 al 17 de julio[8]
- Zona LAN party con 1100 participantes[9]
- Se celebraron más de 100 actividades diferenciadas[10]
- Repartió más de 50.000 € en premios en las distintas disciplinas (gaming, kpop, cosplay, juegos de mesa y otras actividades)
- Más de 150 invitados de distintas disciplinas se dieron cita en el evento: ponentes, conferenciantes, profesionales, autoridades, creadores de contenido e inversores
- Dos grandes zonas diferenciadas: la zona expo (GameCon) y la zona profesional (GamePro)[11]
- Sección comercial con más de 10 tiendas y un supermercado dentro del Recinto Ferial
- Grandes competiciones de League of Legends y VALORANT, repartiendo 10.000 € para cada título
- Asistencia de Rioters que repartieron merchandising y skins exclusivas
- Gran apuesta por los Fighting Games, acudiendo 'BCN Fighters'
- 30 estudios indie desarrolladores de videojuegos mostraron y dejaron probar al público sus proyectos y próximos lanzamientos[12]
- Se celebró la gala de premios nacional "Esports BLive Awards" con referentes y profesionales del sector, en el Auditorio de Tenerife[13][14]

### Creadores de contenido
En la primera edición del evento se confirmó la asistencia de grandes creadores de contenido del panorama nacional: 
- Daniel Fernández (Sensei del Amor, Tiktoker)
- AKAWonder (jugador profesional de TFT en Team Liquid)
- KaNaRiOoo (jugador profesional de Clash Royale en Team Liquid)
- T4nPoP (creador de contenido de TFT),
- Merybliya (creadora de contenido de ajedrez Chess Woman FIDE Master)
- Leviathan (creadora de contenido de VALORANT)
- Fredy Beats (dos veces campeón de España de Beatbox)
- LecheroFett (creador de contenido, también conocido como 'A toda leche' o 'Noticias Ilustradas')
- ZoK3R (creador de contenido de VALORANT)
- La Mesa de DAM (creador de contenido de juegos de mesa, también conocido anteriormente como Damkalloh)
- Sergio Vaquero (creador de contenido, Análisis-Parálisis, el mayor creador de contenido de juegos de mesa de habla hispana)
- ZellenDust (creador de contenido, youtuber y streamer)
- Rebecca Vilches (fotógrafa y streamer)
- Zequiodzilla (editor y streamer)
- Korah (creador de contenido, actor de doblaje, locutor y youtuber)
- Sh4r1n & BCNFighters (creadores de contenido de fighting referentes en Europa)
- MysticSquad (organizadores de competiciones de fighting y creadores de contenido de referencia)
- DriDGG (creador de contenido y exjugador profesional de Rainbow Six Siege)
- MorganaCosplay (cosplayer referente nacional)
- Venturini (caster)
- Koala (caster)

### Marcas asociadas - patrocinadores y colaboradores
El evento contó con el patrocinio del HiperDino y Cabildo de Tenerife, y en él colaboraron instituciones públicas y privadas como:
- Gobierno de Canarias
- Crunchyroll
- Universidad de La Laguna
- Última Informática
- Women Techmakers (Google)
- AEVI - Asociación Española de Videojuegos
- DEV- Desarrollo Español de Videojuegos
- ACADEVI - Asociación Canaria de Desarrolladores de Videojuegos
- NOBRAKES Games
- BANDAI NAMCO
- SNK
- Tirma
- Islas Canarias - Latitud de Vida
- FAUCA (Federación de Áreas Urbanas de Canarias)
- CANARIAS VIVA
- ZONAS COMERCIALES ABIERTAS
- PCTT - Parque Científico y Tecnológico de Tenerife
- Tenerife! Innova
- TALENTUM Top
- CEDel
- EICAN (Fondo de desarrollo de Canarias)
- Alonso & Alonso Audiovisuales
- Diario de Avisos
- Cómics & Mazmorras
- MAPE Producciones
- FR-TEC
- Auren España
- Esports Business Live
- Big Dreamers 360
- Enterpreneurs Fight Club
- ADA {LOVE} DEV
- Tenerife Juega
- YoPRO
- Eidetesa
- isola
- PUR WORKS
- Esports Graph
- Ironsimracing ISR
- FABRICANDO NOSTALGIA , asociación cultural de coleccionismo
- Asociación Moving the Planet
- BrickCanarias, asociación cultural de aficionados a LEGO® en Canarias

## Galería de imágenes

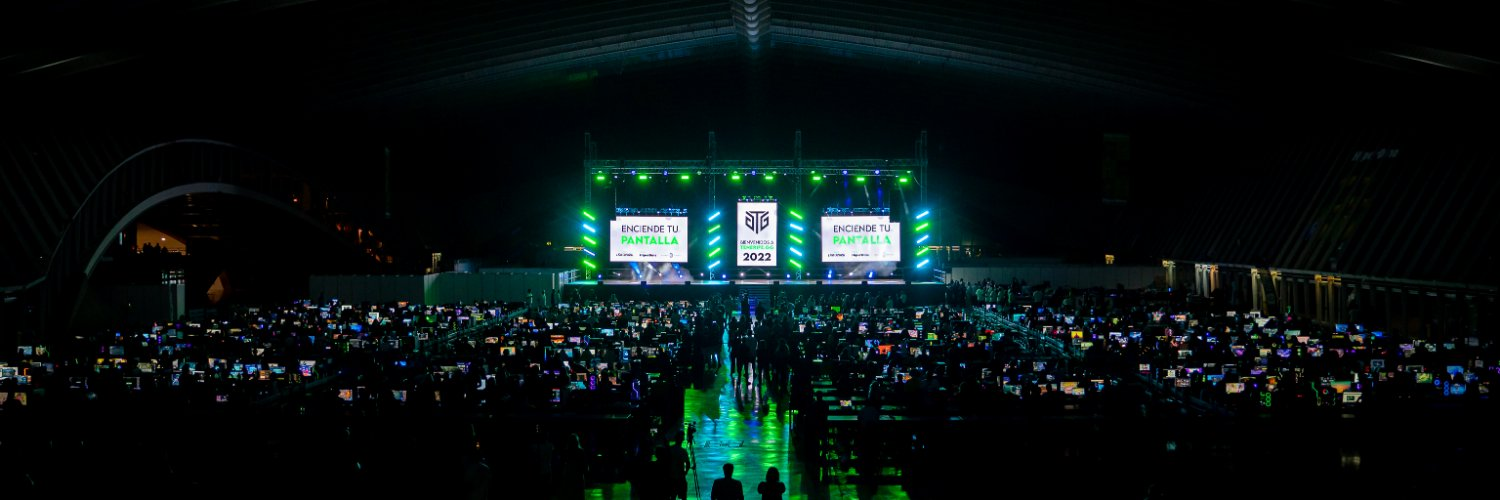
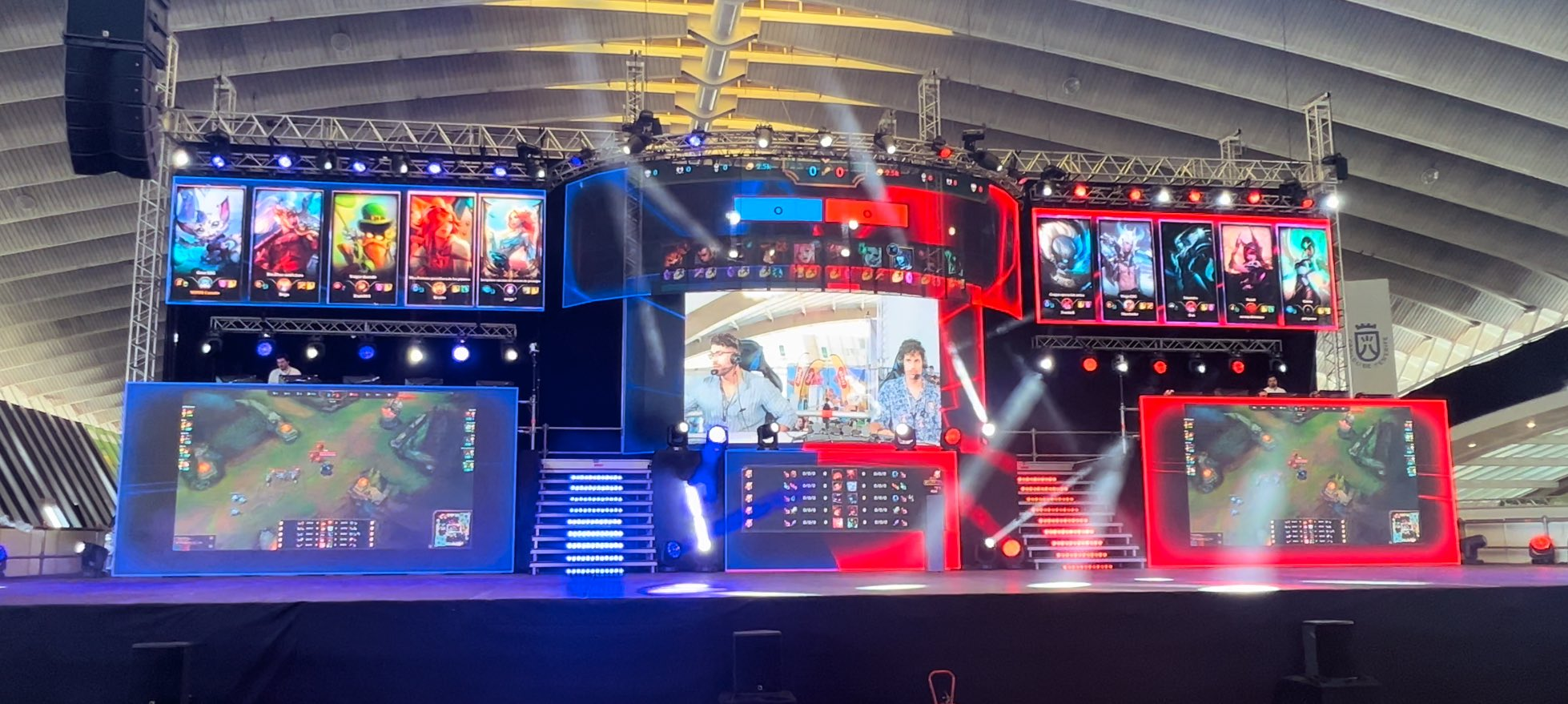
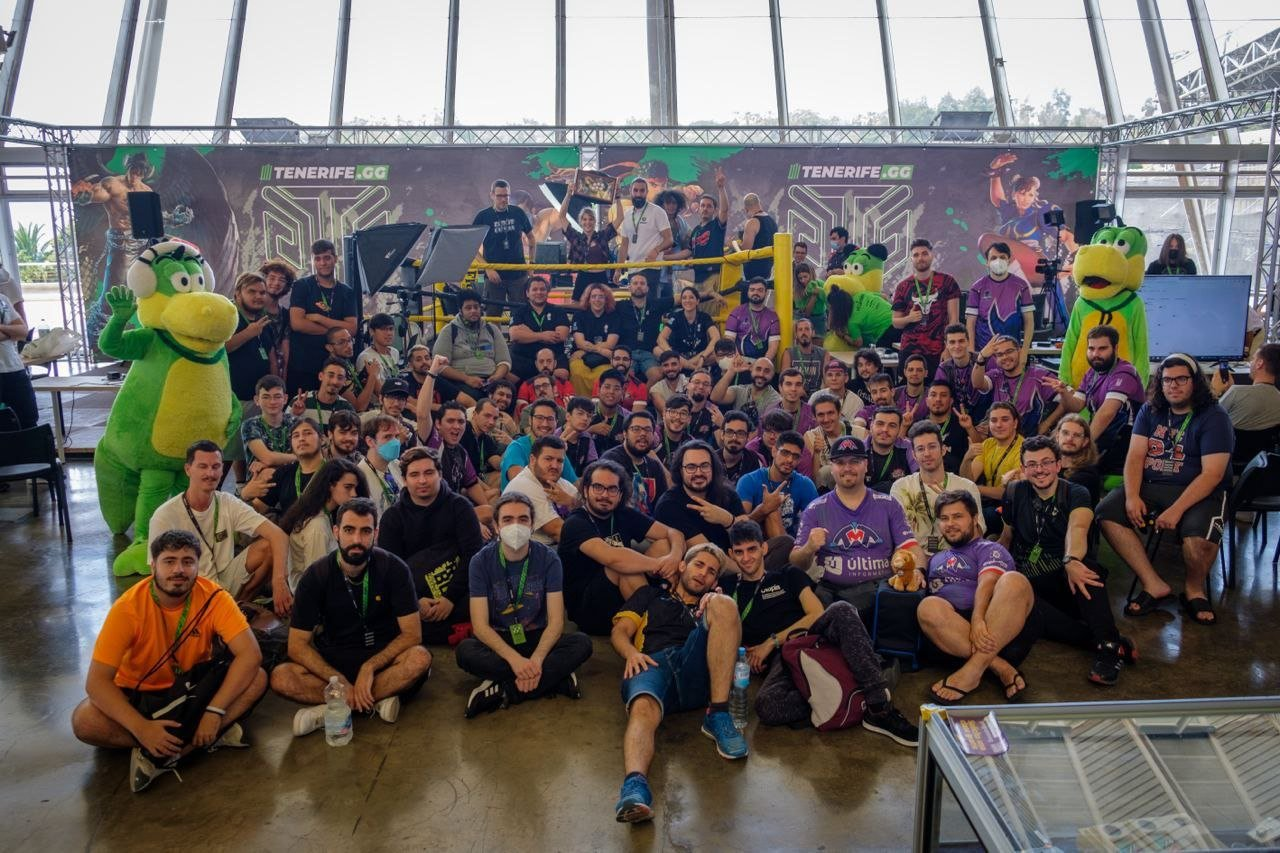
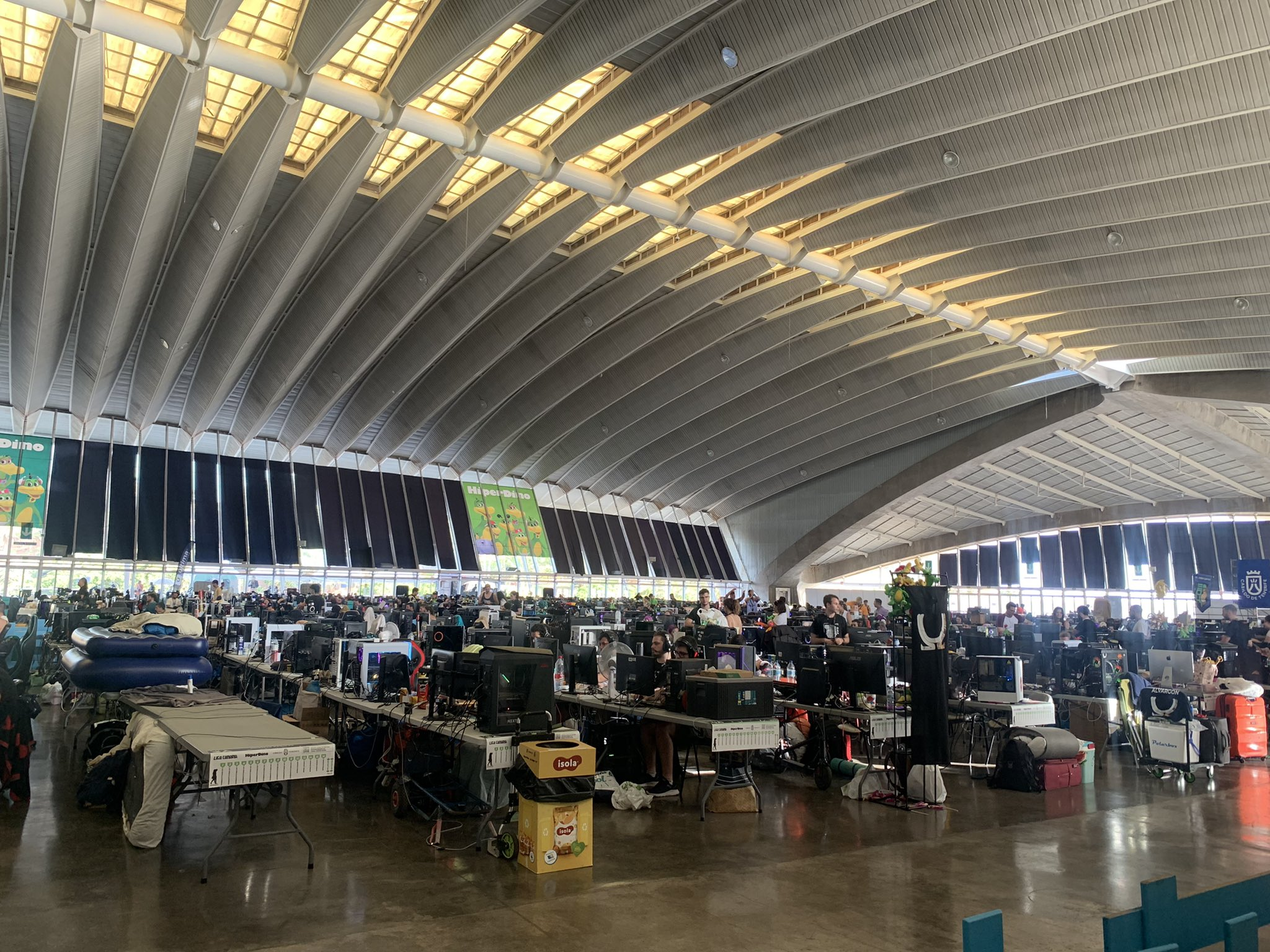
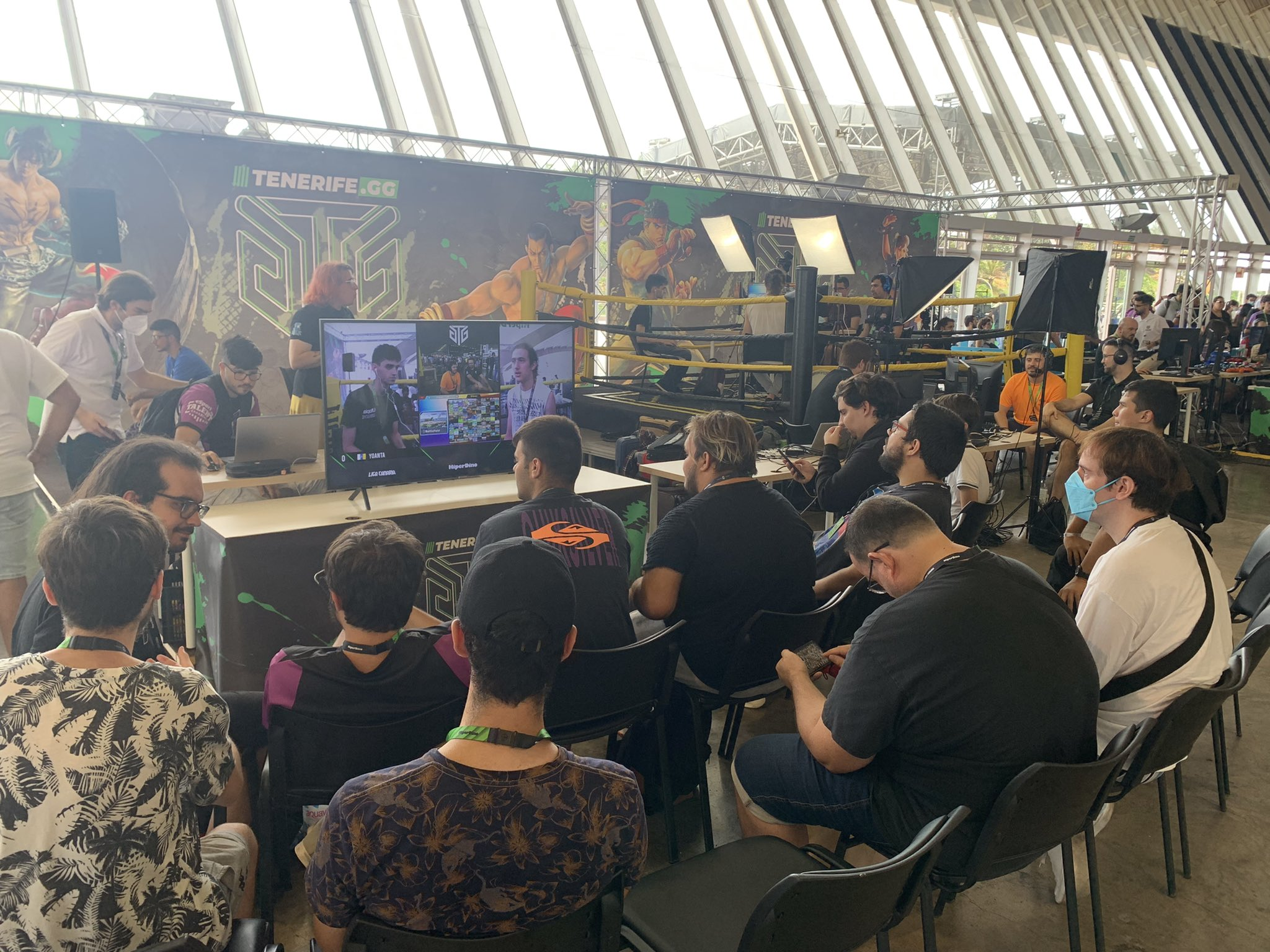